# Stelis aglochis
Stelis aglochis är en orkidéart som beskrevs av Carlyle August Luer. Stelis aglochis ingår i släktet Stelis och familjen orkidéer. Inga underarter finns listade i Catalogue of Life.